# Адријано Леите Рибеиро
Адријано Леите Рибеиро (порт. Adriano Leite Ribeiro; Рио де Жанеиро, 17. фебруар 1982), познат као Адријано, је бивши бразилски професионални фудбалер. Моћни нападач познат по својим далекометним шутевима левом ногом, Адријанова каријера је међутим била обележена недоследношћу. Један од најбољих нападача на свету средином 2000-их имао је пет добрих сезона у Италији са Пармом и Интером, зарађујући надимак Цар (L'Imperatore), пре пада у његовој форми који се поклопио са смрћу његовог оца. Адријано је освојио четири Скудета за Интер, а након повратка у родни Бразил освојио је два Бразилеира за Фламенго и Коринтијанс. Дебитовао за Бразил са 18 година, Адријано се сматрао дугогодишњим наследником Роналда. У одсуству Роналда, водио је Бразил на Копа Америка 2004. године,   када је освојио Златну копачку као најбољи стрелац такмичења са седам голова. Такође је освојио ФИФА Куп Конфедерација 2005 са Бразилом, када је такође  освојио Златну копачку као водећи стрелац такмичења са пет голова. Пре Светског првенства 2006. године био је део много хваљеног "чаробног квартета" Бразила, нападачких играча поред Роналда, Роналдиња и Каке, који на крају није био успешан у финалу.

## Каријера

### Почетак каријере
Адријано је своју каријеру започео 1999. године у Фламенговој омладинској екипи и годину дана касније стекао је промоцију у сениорску екипу. Дебитовао је у свом тиму 2. фебруара 2000, у мечу Турнир Рио-Сао Пауло против Ботафога. Он је постигао гол против Сао Паола у истом такмичењу 4 дана касније. Упркос потписивању двогодишњег уговора са Фламенгом у јуну 2000. године, он је обезбедио прелазак у Интер за сезону 2001–2002. Интер је продао још једну половину Вампете ПСЖ-у за 9.757 милиона € у замену за Адријана који је био вредан 13.189 милиона евра. Адријано је постигао свој први гол за клуб против Реал Мадрида у пријатељској утакмици као замена.

### Парма
Адријано је позајмљен Фиорентини за сезону 2001–2002, након чега је договорен двогодишњи уговор о сувласништву са Пармом, за 8,8 милиона еура, како би се набавио Фабио Канаваро који је такође укључивао још половину Матео Ферари за 5,7 милиона €. Формирао је импресиван нападачки дуо са Адријаном Мутуом, постигавши 22 гола у 36 наступа. Пропустио је новембар 2003. године због повреде.

### Повратак у Интер
Адријано се вратио на Ђузепе Меацу у јануару 2004. године на 4½-годишњем уговору, за око 23,4 милиона евра и постигао укупно 12 голова у остатку сезоне 2003–04. Од 11. јула 2004. до 29. јуна 2005, Адријано је био у врхунској форми, постигавши импресиван укупан број од 42 гола на домаћим и међународним такмичењима. У септембру 2005. године, Интер га је наградио за његове напоре са побољшаним уговором до 30. јуна 2010 године. 
Позвали су га из Бразила, Адри, тата је мртав. "Видео сам га у његовој соби, бацио је телефон и почео да вришти. Нисте могли замислити такав врисак. Од тог дана Морати (председник Интера) и ја смо га гледали као нашег малог брата. Наставио је да игра фудбал, давајући голове и показујући на небо посвећујући их свом оцу, после тог телефонског позива ништа није било исто - Иван Кордоба (саиграч из Интера) провео је једну ноћ са њим и рекао 'Адри, ти си мешавина Роналда и Златана Ибрахимовића. Да ли си свестан да си могао постати најбољи играч икада? “Нисмо успели да га извучемо из депресије.
- Хавијер Занети, саиграч из Интера и капитен клуба, о утицају смрти Адријановог оца на сина 2004. године.

Након потписивања новог уговора, Адријанова будућност у Интеру је пропала због лоших ига-ра, подстакнутих питањима и спекулацијама у вези са његовом радном етиком, што је доведено у питање када је два пута ухваћен на забавама у ноћним клубовима током сезоне 2006-2007. Бразилски тренер Дунга није позвао Адријана на пријатељску утакмицу против Еквадора 10. октобра 2006. године и позвао га да "промени своје понашање" и "фокусира се на фудбал". Дана 18. фебруара 2007. Адријано је прескочио тренинг због дуготрајне прославе свог рођендана претходне ноћи, што га је довело до тога да га је Интеров менаџер Роберто Манчини није убацивао за утакмицу Лиге шампиона против Валенсије и наредне утакмице Серије А против Катаније.

#### Одлазак у Сао Пауло
Власник Интера Масимо Морати је 16. новембра 2007. године по други пут у осамнаест месеци послао Адријана на неплаћени одлазак у родни Бразил, где је похађао центар за рехабилитацију у Сао Паулу, због лошег физичког стања и борбе против алкохолизма. Иако је његов агент одбио Адријаноову жељу да се врати у бразилски фудбалски клуб, Адријано је тврдио да је вољан да напусти Интер у јануарском прелазном року у потрази за минутажом, са италијанским новинарима који су заинтересовали Вест Хам Јунајтед и Манчестер Сити. У децембру 2007. године власник Манчестер Ситија, Таксин Шинаватра, изразио је заинтересованост за довођење Адријана у клуб током јануарског прелазног рока, коментаришући:
„Адријано је био врхунски играч, али је изгубио форму када му је отац умро, и он се тада удебљао.”
Морати је међутим изјавио да ће Адријано остати у Интеру. "Желео бих да се он врати у јануару, онако јак и добар као што је био." 10. децембра, Интеров технички директор Марко Бранка рекао је да се очекује да се Адријано придружи тиму на почетку нове године. "Вести су биле добре. Намеравамо га оставити на миру до краја програма, а онда ће се према њему понашати као према другим играчима." Интер је довршио уговор 19. децембра за прелазак Адријана у Сао Пауло за остатак сезоне 2007–08. године, како би му се омогућило да се такмичи у Копа Либертадорес 2008. године. Навијачи Сао Паула ускоро су виђени како стоје у дугим редовима како би купили његов нови дрес са бројем 10 у званичној радњи клуба након што је Адријано представљен и његов дрес је представљен на конференцији за новинаре. Адријано је прославио свој први деби са Сао Паулом тако што је постигао оба гола у њиховој победи 2:1 над Гуаратингуета на дан отварања 2008 Паулиста лиге. Он је био отпуштен након што је Сантос поразио Домингоса 10. фебруара 2008. и био суспендован за два меча након што је првобитно ризиковао суспензију од осамнаест месеци. Био је кажњен од стране Сао Паула 29. фебруара због кашњења од 30 минута на тренинг, а затим одласка рано и размене речи с фотографом. Према екипи спортског директора Марка Аурелиа Чунхе, Адријано "је напустио терен за тренинг јер је то желео. Тим му не недостаје. Ако није сретан у Сао Паулу, слободан је." Сао Пауло спортски директор Карлос Аугусто де Барос е Силва је 17. јуна објавио да се Адријано враћа у Интер пре рока. "Имамо избалансирану екипу и било је боље да се Адријано врати, с обзиром да нећемо моћи рачунати на њега до краја сезоне."

#### Сезона 2008-09
Адријано је био редовни стрелац у раним фазама сезоне Серије А 2008-09, постигавши укупно 100 домаћих голова у Италијанској Серији А и Бразилској Серији А. 22. октобра 2008, Адријано је био стрелац у победи од 1:0 над Анортозис Фамагусту, и са овим голом, Адријано је постигао свој 18. гол у лиги шампиона и 70. за клуб. У децембру му је Интер дозволио да се врати у Бразил током зимске паузе раније него што је планирано. Интер је 4. априла потврдио да се Адријано није вратио са репрезентативне обавезе са Бразилом и није потписао уговор са клубом. Адријано је 24. априла коначно раскинуо уговор са Интером.

### Фламенго
Адријано је 6. маја 2009. потписао једногодишњи уговор за бразилским клубом Фламенго, клуб у којем је започео каријеру. На свом дебију након повратка у Фламенго, одигран 31. маја 2009, постигао је гол против Атлетико Паранаинсеа. 21. јуна 2009, постигао је свој први хет-трик за Фламенго у победи од 4-0 над Интернасионалом у Бразилској Серији А, његове игре су биле довољне за вођење Фламенга до њихове прве бразилске Серије А од 1992. године. 31. јануара 2010, Адријано је постигао свој други хет-трик од свог повратка, овај пут у победи од 5–3 на повратку у Фла-Флу дербију против ривала Флуминенсе у Државној лиги Рио де Женеиро 2010. године.

### Рома
Дана 8. јуна 2010. године, Италијански клуб из Серије А Рома објавио је да је Адријано потписао трогодишњи уговор са клубом, који је ступио на снагу 1. јула и да је остварио бруто годишњу плату од 5 милиона евра. Затим је представљен новинарима са бројем бр. 8. Са Ромом је раскинуо уговор 8. марта 2011, након седам месеци у Италијанској престоници. 
За сву своју физичку снагу, у Адријану има нешто од изгубљеног, слаткастог детета. То је постало јасно након прераног губитка оца. Адријано је признао да га је престравила помисао да постане човек породице. И било је још нешто: његове велике мотивације за играње фудбала биле су да учини да његов отац буде срећан и, наравно, да заради новац. Сада, када му је отац отишао, а његова банка се исцрпела, у чему је поента? Жртве живота једног спортисте, некада део његове рутине, сада су биле неподношљиво ограничење. Зашто се мучити са тренингом када је могао да пије, или да оплакује губитак свог оца или да прослави чињеницу да може да купи сво пиће које жели. Трагедија, наравно, је да његов таленат има датум продаје. За време деценије, неко као Адријано ће моћи да иде где хоће, са сваким кога воли где год му се свиђа. Али сигурно ће се осећати боље у себи ако легитимно верује да је узео свој фудбалски таленат колико год може.
- Тим Викери пише за ББС о Адријаноовом изгубљеном таленту након одласка из Роме.

### Коринтијанс
Дана 25. марта 2011. потписао је једногодишњи уговор са Коринтијансом. Адријано је повредио своју Ахилову тетиву 19. априла, док је тренирао, након операције је провео шест месеци у опоравку. Након опоравка, одиграо је своју прву утакмицу за Коринтијанс 9. октобра 2011, када је његов клуб победио Атлетико Гоианиенсе 3-0. Његов први гол за Коринтијанс дошао је 20. октобра у домаћој утакмици против Атлетико Минеира, и био је победнички гол на утакмици 2-1 и дао Коринтијансу два бода предности у првенству за само две преостале утакмице. Дана 12. марта 2012. године, Адријано је отпуштен од стране Коринтијанса, након што се појављивао нередовно и због недостатка заинтересованости.

### Мајами Јунајтед
Дана 29. јануара 2016. године, Адријано је потписао уговор са Мајами Јунајтедом из Националне Премиер Сокер Лиге.

## Репрезентативна каријера
Адријано је дебитовао за Бразил у квалификацијама за Светско првенство против Колумбије 15. новембра 2000. у 18. години. Често се сматрао дугорочним наследником Роналда. Адријано је постигао свој први репрезентативни гол 11. јуна 2003. у пријатељској утакмици против Нигерије. Био је укључен у Бразилски тим за ФИФА Куп Конфедерација 2003. и водио Бразилски напад поред Роналдиња у одсуству Роналда. Он је играо у сва три меча и постигао два гола јер је Бразил елиминисан у групној фази. Због повреда је пропустио КОНМЕБОЛ-ов мушки пре-олимпијски турнир 2004. године. Следеће године, био је уврштен у Бразилски тим за Копа Америка 2004. Бразил је освојио куп и Адријано је освојио Златну копачку као водећи стрелац са седам голова. У финалној утакмици против Аргентине, Адријано је драматично постигао изједначење у 93. минуту. Утакмица је настављена на пенале, а Бразил је коначно освојио резултатом 4-2 после пенала. Након меча, тренер Карлос Алберто Переира издвојио је Адријана као веома важан фактор у освајању титуле. 2005. године Адријано је поново имао импресиван турнир са Бразилом, овог пута на ФИФА Купу 2005. године. Адријано је проглашен за играча турнира и добио награду Златна копачка као први стрелац такмичења са пет голова. У финалу, победио је Бразил, постигавши два гола у победи од 4:1 над Аргентином. Адријано је позван на ФИФА Светско првенство 2006. године, да буде део бразилског „ чаробног квартета ” офанзивних играча поред Роналда, Роналдиња и Каке. Први гол постигао је 18. јуна 2006. у победи од 2:0 против Аустралије и његов други у победи од 3:0 против Гане. Упркос своја два гола, Адријанова игра на Светском купу сматрана је разочарењем, јер је успео да шутира само пет удараца на свим утакмицама, док је Бразил у целини био у немогућности да пронађе праву комбинацију између одбране и напада, на крају елиминисан у четвртфиналу од Француске. Након разочаравајућег Светског првенства, репрезентативна каријера Адријана опала је због низа лоших клупских наступа и личних проблема. Адријано се појавио још једном у тиму Бразила под Дунговим режимом од завршетка Светског купа, као замена током 2-0 пријатељског пораза од Португала 6. фебруара 2007. У 2008. Адријано је коначно повратио форму током свог боравка у Сао Пауло и зарадио позив у национални тим. Адријано је 10. октобра 2008. године постигао свој први репрезентативни гол у квалификацијама за Свјетско првенство против Венецуеле. Био је редовни члан Бразилске екипе током квалификација за Светско првенство, и био је доведен на последњу пријатељску утакмицу пред ФИФА Светско првенство 2010. против Ирске. Међутим, Адријано је био један од два играча који је отпао из финалног тима од 23 играча од стране тренера Дунге, заједно са Карлосом Едуардом (који је заменио повређеног Елана против Ирске). Подршка повређеног Луиса Фабиана на утакмици Ирске, Графите, је заузео место Адријана. Адријано је такође изостављен са списка резервних играча.

## Стил игре
"Играо сам са великим шампионима. Играо сам са играчима који су већ били … вау. Играо сам се са играчима које сам видео као таленат и постао … вау, али онај за кога сам осећао да је могао да уради више, а он није" Урадио сам то, био је Адријано када сам био у Интеру, могао је да шутира из сваког угла, нико није могао да га ухвати, нико није могао да узме лопту, био је права животиња.
- Златан Ибрахимовић

Адријано је био добро оријентисан, свестран и модеран нападач, који је комбиновао физичку снагу и одличне техничке вештине; због његове доминације, моћи и вештине, добио је надимак Л'Императоре ("Цар") током свог боравка у Италији. Адријано је био левоноги играч, који је имао одличну контролу лопте, способност вођења и креативност. Он је такође био јак нападач, са оком за гол, и неизмерно моћним шутом лопте левом ногом, као и прецизним ударцем из слободног ударца; Упркос његовом природном таленту, Адријанова доследност, карактер, кондиција и радни стаж били су доведени у питање након смрти његовог оца, а због његове недоследности у каснијим годинама, био је надалеко познат по томе што није успео да испуни свој почетни потенцијал.

## Приватан живот
У новембру 2014. године, судија у Рио де Жанеиру ослободио је Адријана оптужбе за кријумчарење наркотика за које је први пут наводно из 2010. године оптужен, наводећи као разлог недостатак довољних доказа. Архивирано на веб-сајту  (17. мај 2019)